# Furoshiki

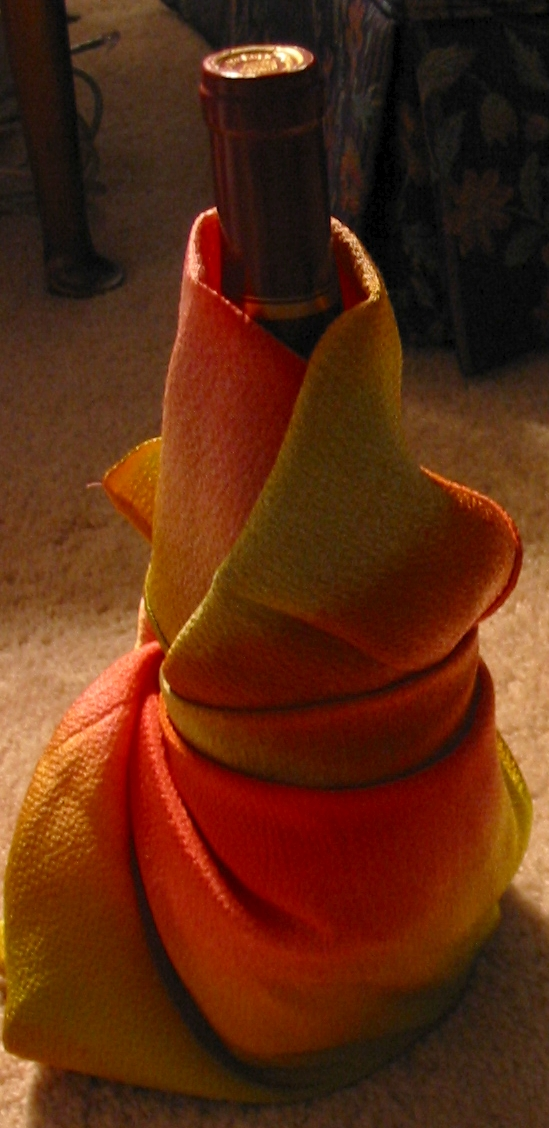
Un Furoshiki decorant una ampolla de vi.

El furoshiki, en japonès, 风吕敷, és una tela quadrangular tradicional del Japó, que és utilitzada per embolicar i transportar tot tipus d'objectes, des de roba i regals fins a ampolles de vidre.
Es va començar a emprar a mitjans de l'Era Nara, en els banys tradicionals japonesos (OFUR), per no confondre o barrejar la roba, així utilitzaven el furoshiki i deixaven la seva vestimenta a sobre. Més tard el seu ús es va difondre i va començar a ser utilitzada per comerciants per protegir les seves mercaderies o els seus regals.
Actualment el furoshiki està fet de diferents teles, incloent seda, cotó, raió i niló. I encara que aquest art se segueix ocupant al Japó, el seu ús ha anat decaient, a causa de la gran demanda de bosses de plàstic que existeix avui dia.
En els últims anys el Ministeri de Medi Ambient japonès ha fet algunes campanyes per promoure l'ús de furoshiki en l'actualitat, per aconseguir protegir i tenir cura del medi ambient al Japó i al món.

## Galeria

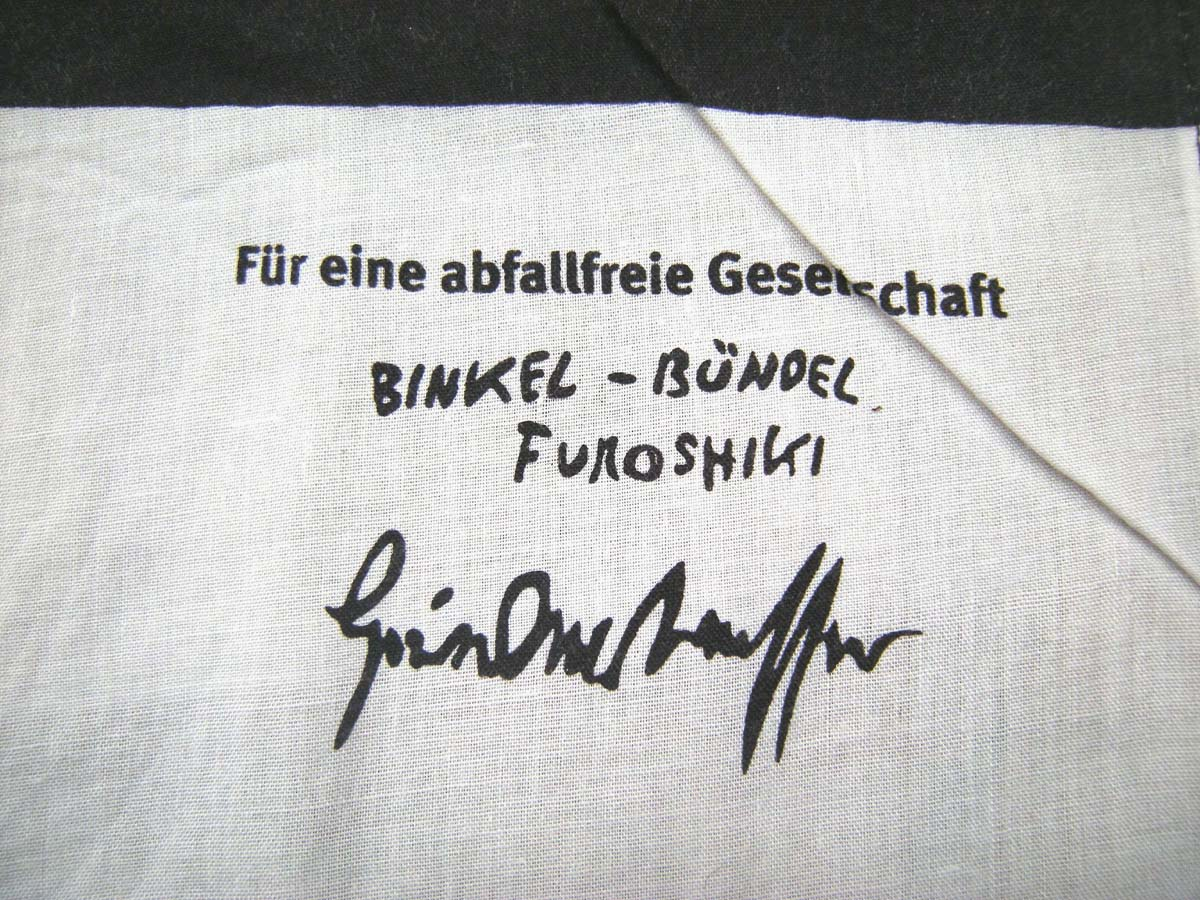
Furoshiki dissenyat per Friedensreich Hundertwasser.
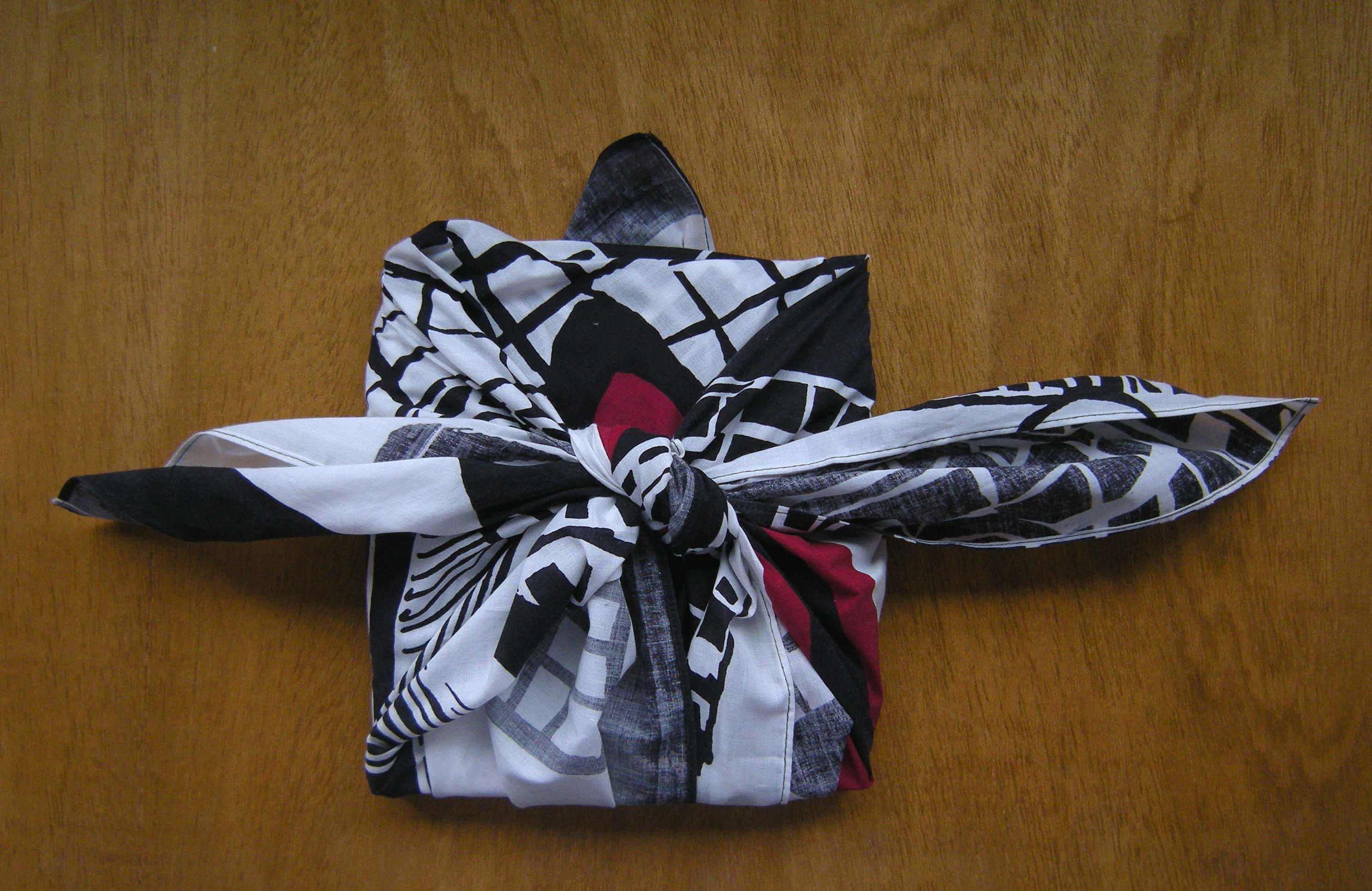
Furoshiki dissenyat per Friedensreich Hundertwasser.
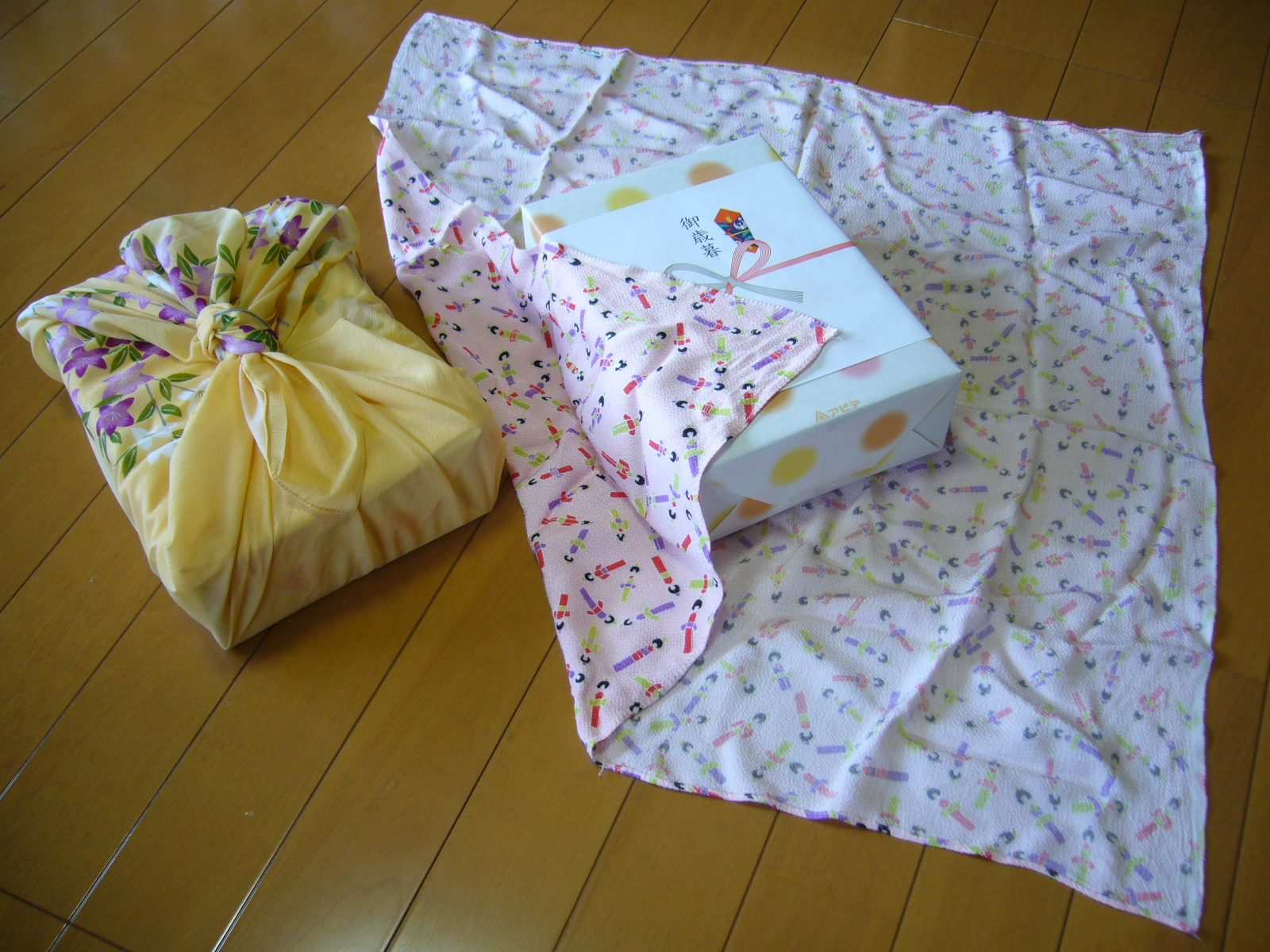
Regals embolicats en Furoshiki
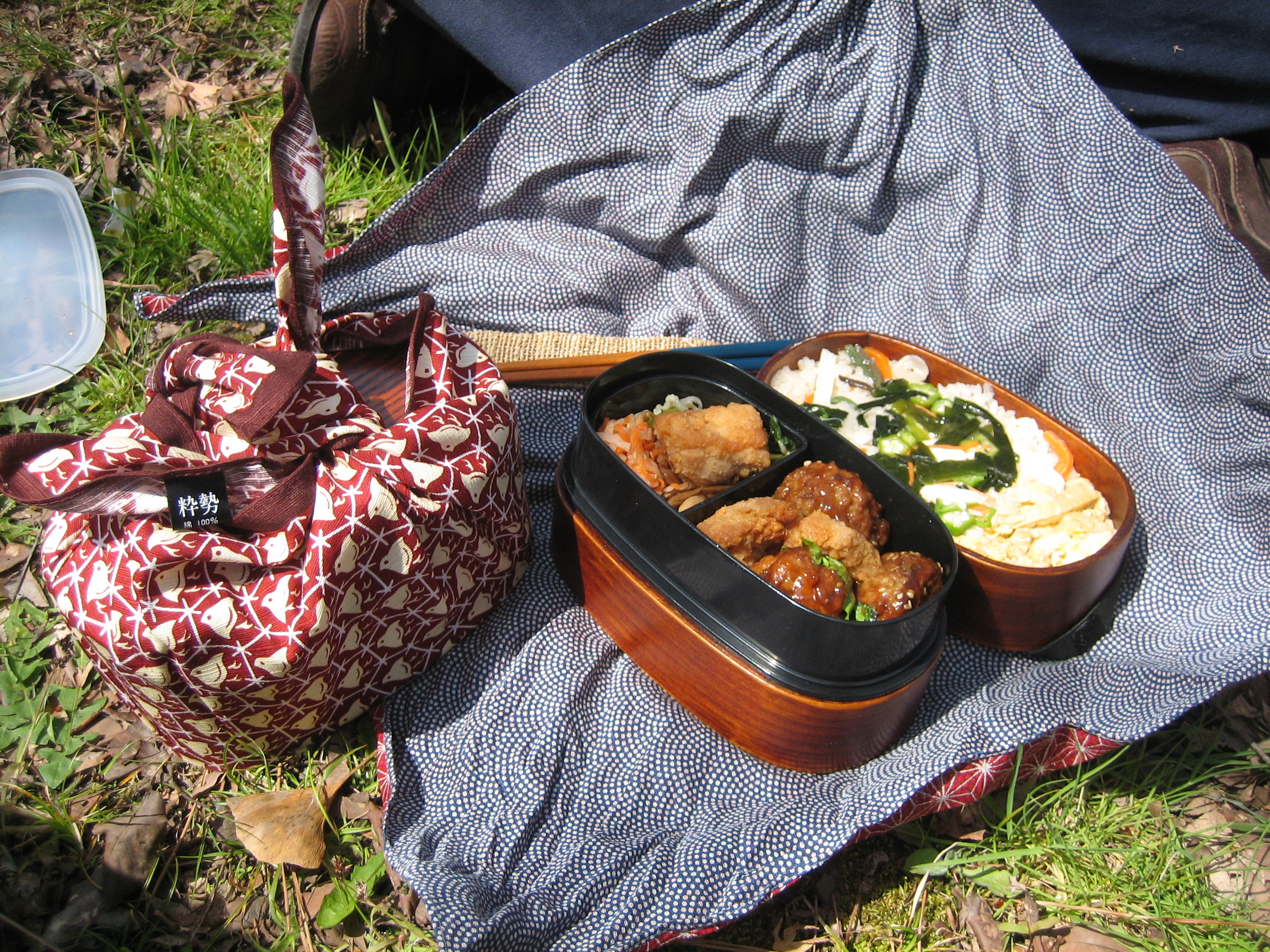
Dos bentos